# Acacia torulosa
Acacia torulosa — вид квіткових рослин з родини бобових. Ареал: Австралія (Західна Австралія, Квінсленд, Північна територія).

## Середовище
Вид часто розташований на скелястих схилах пагорбів або навколо пляжів чи водотоків, зростаючи на алювіальних піщаних ґрунтах як частина евкаліптових лісів або змішаних чагарникових угруповань.

## Біоморфологічна характеристика
Цей дещо смолистий кущ або дерево зазвичай виростає до висоти від 1,3 до 15 метрів. Він має кору від коричневого до сірого кольору, яка з віком лущиться. Філодії від тонких до помірно шкірястих, мають жовтувато-зелений колір, від лінійних до дуже вузько еліптичних, у довжину від 5 до 20 см і вшир від 4 до 18 мм, мають чітко виражену середню жилку і ще одну або дві чітко виражені жилки. Цвіте з березня по липень, утворюючи золотисті квітки. Циліндричні квіткові колоси мають довжину від 1 до 4 см. Голі та лінійні стручки, що утворюються після цвітіння, нагадують нитку намистин, опуклих над насінням. Стручки мають довжину від 6 до 20 см та ширину від 3 до 6,5 мм, мають поздовжньо розташовані жилки та ребра. Темно-коричневе насіння всередині стручків розташоване поздовжньо, воно має еліптичну форму й довжину від 4,5 до 6,5 мм.